# Phaeolita eudorealis
Phaeolita eudorealis är en fjärilsart som beskrevs av Achille Guenée 1854. Phaeolita eudorealis ingår i släktet Phaeolita och familjen nattflyn. Inga underarter finns listade i Catalogue of Life.